# Rhodoneura plinthochroa
Rhodoneura plinthochroa is een vlinder uit de familie van de venstervlekjes (Thyrididae). De wetenschappelijke naam van de soort is voor het eerst geldig gepubliceerd in 1932 door West.